# Dean, Texas
Dean är en ort i Clay County i delstaten Texas, USA.